# وایت شیلد (داکوتای شمالی)
وایت شیلد(به انگلیسی: White Shield) شهری در ایالت داکوتای شمالی کشور ایالات متحده آمریکا است که جمعیت آن در سرشماری سال ۲۰۱۰ میلادی، ۳۳۶ نفر بوده‌است.